# NGC 5779
NGC 5779 (również PGC 53090) – galaktyka spiralna (S), znajdująca się w gwiazdozbiorze Smoka. Odkrył ją Lewis A. Swift 9 czerwca 1885 roku. Jest to galaktyka z aktywnym jądrem typu LINER.